# Ira Gaines
 (Mai 2025).
Motif : Non respect des WP:CAA
- Archive Wikiwix
- Bing
- Cairn
- DuckDuckGo
- E. Universalis
- Gallica
- Google
- G. Books
- G. News
- G. Scholar
- Persée
- Qwant
- (zh) Baidu
- (ru) Yandex
- (wd) trouver des œuvres sur Wikidata

| 1. | Préciser le motif de la pose du bandeau. | Précisez le motif de la pose du bandeau en utilisant la syntaxe suivante : {{admissibilité à vérifier\|date=mai 2025\|motif=remplacez ce texte par le motif}}                   |
| 2. | Informer les utilisateurs concernés.     | Pensez à avertir le créateur de l'article, par exemple, en insérant le code ci-dessous sur sa page de discussion : {{subst:avertissement admissibilité à vérifier\|Ira Gaines}} |

 (septembre 2013).
Si vous disposez d'ouvrages ou d'articles de référence ou si vous connaissez des sites web de qualité traitant du thème abordé ici, merci de compléter l'article en donnant les références utiles à sa vérifiabilité et en les liant à la section « Notes et références ».
Ira Gaines est un personnage fictif de 24 heures chrono apparaissant dans la saison 1 et interprété par l'acteur Michael Massee.

## Apparitions
Ira Gaines apparait de l'épisode 2 à 13 soit un total de douze épisodes. Il aime utiliser l'humour cynique même dans les moments les moins propices à la plaisanterie.

## Citations
[Où ?]
• Après avoir tué Dan, à Rick : "Tu viens d'avoir une promotion, toutes mes félicitations."
• Après avoir forcé Jack à mettre une oreillette :
- Gaines : "Dites-moi quelque chose."
- Jack : "Si vous faites du mal à ma fille, je vous tuerai !"
- Gaines : "Bien! Je vous reçois 5 sur 5."
• Après avoir évité une percussion avec une autre voiture : "Restez en vie, Jack. J'ai encore besoin de vous."
• Kevin essaie de justifier son acte d'avoir conduit Jack Bauer à leur base secrète :
- Kevin : "Je pensais qu'en l'amenant ici on l'aurait sous la main et…"
- Gaines : "Arrête de penser !"

## Actions du personnage
- Dans l'épisode 2, il engage Mandy pour faire exploser l'avion où se trouvait Martin Belkin le photographe de David Palmer, afin de lui dérober ses papiers.
- Afin de garder Jack Bauer sous contrôle, il enlève sa fille Kim Bauer, puis sa femme Teri Bauer.
- dans l'épisode 6 il contacte et surveille Jack dans ses moindres mouvements et menace de tuer sa femme et sa fille s'il ne lui obéit pas ; il lui demandera même de tuer Nina Myers, ce qui indiquerait qu'il ne sait pas qu'elle était infiltrée.
- il est abattu par Jack dans l'épisode 13 ayant refusé de se rendre car il craint que son employeur, Andre Drazen, l'abatte s'il ne termine pas son travail. Peu après, son coéquipier Kevin Carroll est tué par Alexis Drazen, le frère d'Andre Drazen.